# Comuna Blăjani, Buzău
Blăjani este o comună în județul Buzău, Muntenia, România, formată din satele Blăjani (reședința) și Sorești.

## Așezare
Comuna este situată în zona de dealuri a Subcarpaților Curburii, între văile râurilor Slănic și Câlnău. Ea este traversată de șoseaua județeană DJ215A, care o leagă de Poșta Câlnău în valea Câlnăului și de Beceni în valea Slănicului.

## Demografie
Componența etnică a comunei Blăjani
     Români (93,92%)
     Alte etnii (0,22%)
     Necunoscută (5,86%)
Componența confesională a comunei Blăjani
     Ortodocși (93,15%)
     Alte religii (0,77%)
     Necunoscută (6,08%)
Conform recensământului efectuat în 2021, populația comunei Blăjani se ridică la 905 locuitori, în scădere față de recensământul anterior din 2011, când fuseseră înregistrați 1.132 de locuitori. Majoritatea locuitorilor sunt români (93,92%), iar pentru 5,86% nu se cunoaște apartenența etnică. Din punct de vedere confesional, majoritatea locuitorilor sunt ortodocși (93,15%), iar pentru 6,08% nu se cunoaște apartenența confesională.

## Politică și administrație
Comuna Blăjani este administrată de un primar și un consiliu local compus din 9 consilieri. Primarul, Gheorghe Ispas[*], de la Partidul Social Democrat, este în funcție din 2008. Începând cu alegerile locale din 2024, consiliul local are următoarea componență pe partide politice:
|  | Partid                    | Consilieri | Componența Consiliului | Componența Consiliului | Componența Consiliului | Componența Consiliului | Componența Consiliului | Componența Consiliului | Componența Consiliului |
|  | ------------------------- | ---------- | ---------------------- | ---------------------- | ---------------------- | ---------------------- | ---------------------- | ---------------------- | ---------------------- |
|  | Partidul Social Democrat  | 7          |                        |                        |                        |                        |                        |                        |                        |
|  | Partidul Național Liberal | 2          |                        |                        |                        |                        |                        |                        |                        |

## Istorie
Conform legendei, satele comunei au fost înființate de ardeleni din zona orașului Blaj, stabiliți în Muntenia, care au înființat ceata de moșneni blăjani. Unul din aceștia, pe nume Soare, ar fi fost fondatorul satului Sorești, aflat inițial în jurul schitului Flămânda, o mănăstire demult dispărută, a cărei biserică a devenit biserica de mir a satului.
La sfârșitul secolului al XIX-lea, comuna avea aceeași structură ca și astăzi și făcea parte din plaiul Slănic al județului Buzău, având o populație de 1550 de locuitori. În comună funcționau două biserici (una în fiecare sat) și o școală cu 53 de elevi. În 1925, comuna este consemnată în plasa Câlnău a aceluiași județ, având 2139 de locuitori.
În 1950, comuna a fost inclusă în raionul Cărpiniștea din regiunea Buzău, apoi (după 1952) din raionul Buzău al regiunii Ploiești. În 1968, comuna a revenit la județul Buzău.
Deși în 1898 Marele Dicționar Geografic al Romîniei arăta că vinul produs la Blăjani era de slabă calitate și consumat doar local, după replantările făcute în urma epidemiei de filoxera din acea perioadă, comuna a devenit cunoscută pentru vinul roșu produs acolo.